# 大区委员会 (法国)
大区委员会（法語：conseil régional）是法国大区的一级地方议会，享有中央政府下放給地方政府的部分權力。2016年隨著部分大區的合併，法國本土的大區將由22個減至13個，而海外省的大區數目維持不變。

## 歷史
法国行政区划中的大区出现于1956年，第五共和成立及政府加強中央集權後重新規劃大區。而大区议会则根据1972年7月5日法律创建。创建初时，它只是咨询性的组织，並無實權，由省议会成员以及由各省议会和各市镇提名的成员组成。
在1982年至1983年间，根据地方分权法案，国家将一部分权力下放至大区议会。1986年大区成为了正式的行政区划。1998年劃為26個大區，其後增至27區（包括法國本土的22區，及海外5個省的5區），2016年起法國本土的大區由22區減至13區。

## 运作
自从1986年起，大区委员会每六年由普选产生。它可被再次选举。它们由各省选出。
1998年舉行的大區選舉，右翼聯盟取得14個大區議會的控制權，而左翼聯盟控制12個議會控制權。
2004年及2010年的兩次大區的地方選舉，左翼聯盟在法國本土22個大區取得20個大區議會的控制權。
2015年舉行的大區選舉，右翼的共和黨取得7個大區議會的控制權，中间偏左的社會黨取得5個大區議會的控制權，餘下一個由科西嘉民族主義政黨控制。